# 中村 (千葉県君津郡)
中村（なかむら）は、千葉県君津郡（周淮郡）にかつて存在した村である。現在の君津市の中部に位置している。
現在の房総スカイラインの沿線に当たり、東京湾アクアライン経由で東京都と鴨川市方面を結ぶルートとなっている地域である。君津市立中小学校などにその名をとどめている。

## 沿革
- 1889年（明治22年）4月1日 - 町村制施行により、中島村、練木村、上村、大井村、大鷲村、大鷲新田、糠田村、泉村、白駒村が合併し、周淮郡中村が発足。
- 1897年（明治30年）4月1日 - 周淮郡が統合されて君津郡となる。
- 1955年（昭和30年）3月31日 - 小糸村と合併し、小糸町を新設。同日小糸村廃止。
- 1970年（昭和45年）9月28日 - 君津町、上総町、小糸町、清和村、小櫃村が合併し、改めて君津町を新設。
- 1971年（昭和46年）9月1日 - 君津町が市制施行し、君津市となる。